# Pfarrkirche Oberndorf an der Melk

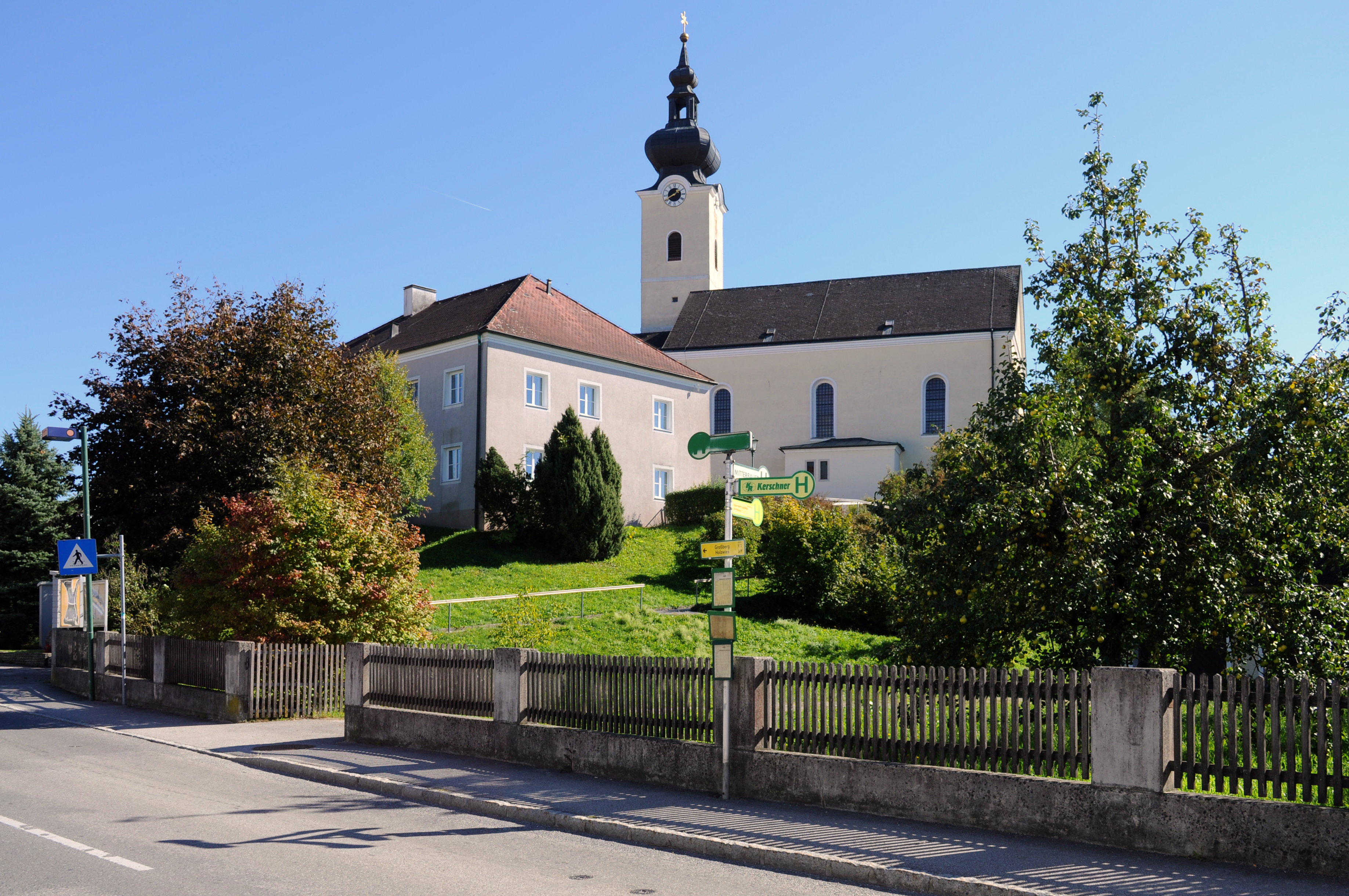
Katholische Pfarrkirche hl. Ägidius in Oberndorf an der Melk

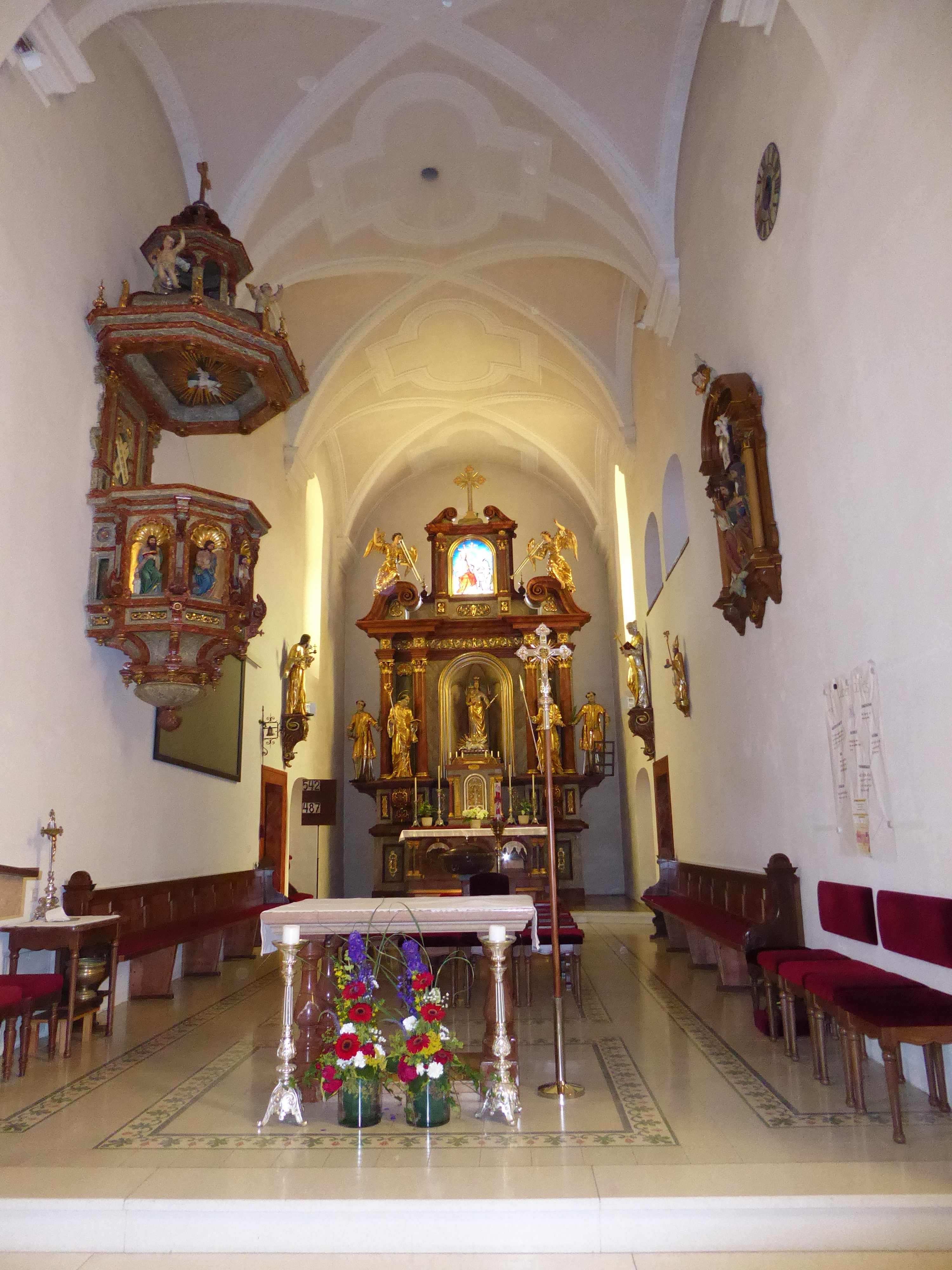
Blick in den Langchor

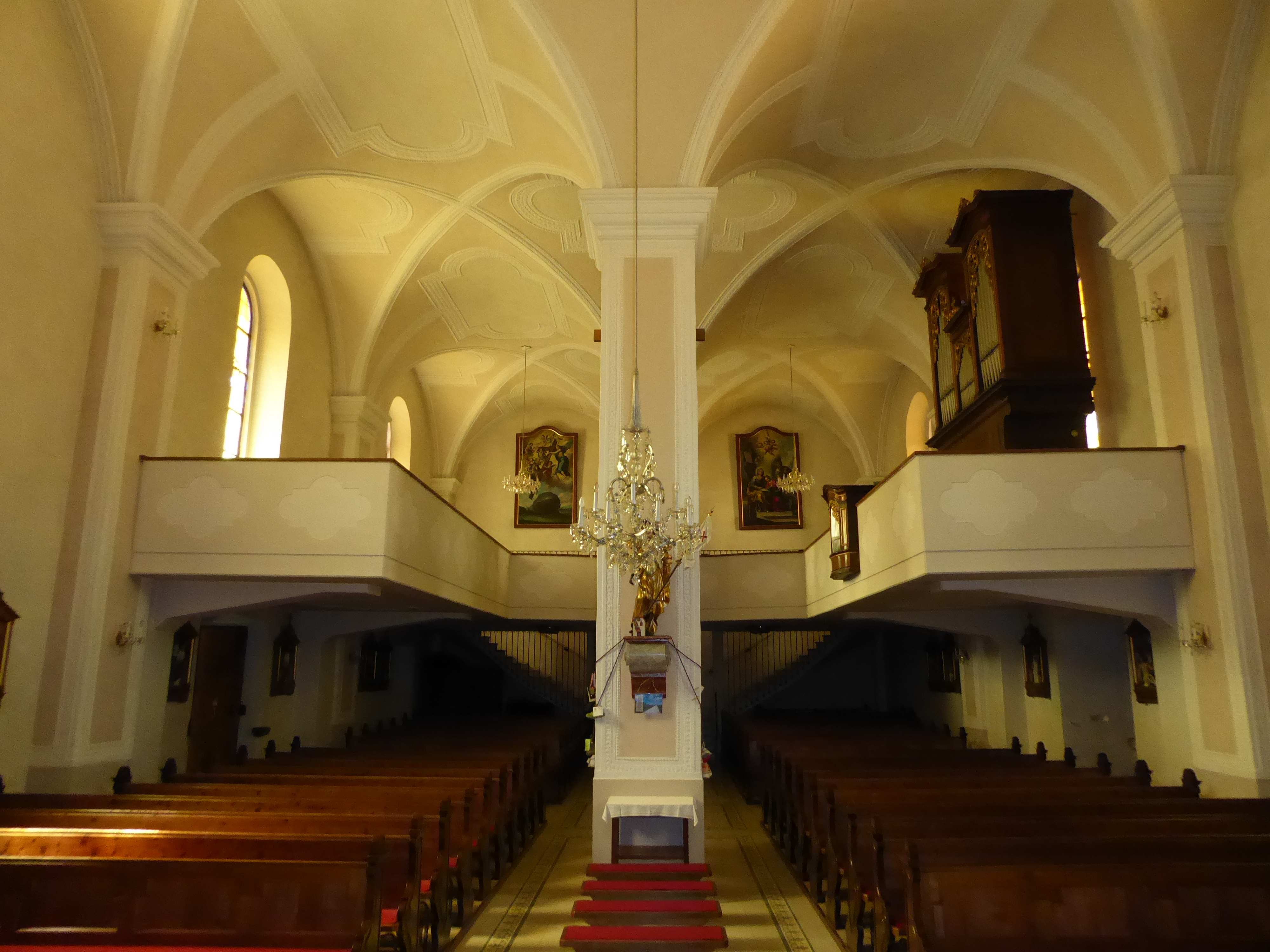
Langhaus, Blick zur Empore

Die römisch-katholische Pfarrkirche Oberndorf an der Melk steht am Rand eines dreiseitig abfallenden Plateaus über der Niederung der Melk im Markt der Marktgemeinde Oberndorf an der Melk im Bezirk Scheibbs in Niederösterreich. Die dem Patrozinium der Heiligen Ägidius und Thomas unterstellte Pfarrkirche gehört zum Dekanat Scheibbs in der Diözese St. Pölten. Die Kirche steht unter Denkmalschutz (Listeneintrag).

## Geschichte
Die Kirche war im 12. Jahrhundert eine Filiale und im Ende des 12. Jahrhunderts ein Vikariat der Pfarrkirche Ruprechtshofen. Urkundlich wurde 1200 ein Pfarrer einer möglichen Doppelpfarre mit Ruprechtshofen genannt. In der Mitte des 13. Jahrhunderts war die Pfarre eine Lehenspfarre der Grafen von Plain-Hardegg. Im Jahr 1332 ging die Pfarre an die Kartause Gaming und war von 1334 bis 1782 inkorporiert und danach selbständig.
Um 1630/1645 erfolgte ein stilistisch prägender Umbau der mittelalterlichen Kirche. Von 1979 bis 1980 erfolgte ein größerer Umbau mit einer Restaurierung.

## Architektur
Die im Kern gotische frühbarocke Hallenkirche mit einem eingezogenen Langchor hat einen Chorseitenturm und jüngere Anbauten.
Das Kirchenäußere zeigt einen einheitlich verputzten Bau. Das im Kern gotische frühbarocke Langhaus unter einem Satteldach von 1855 hat Rundbogenfenster mit Steckgittern. Die Westfront ist ohne Öffnungen geschlossen. Südlich stehen am Langhaus ein rechteckiger Portalvorbau und ein Nebenraum mit Öffnungen mit einer Steingewänderahmung von 1858, westlich davon wurde 1979/1980 ein zweiter Portalvorbau erweitert. Nördlich steht auch ein Portalvorbau von 1979/1980. Der im Kern gotische Chor trägt ein Halbwalmdach von 1876, der Chor steht zwischen Anbauten und hat östlich einen rechteckigen vorgezogenen geraden Schluss und seitlich frühbarocke Rundbogenfenster mit Steckgitter. Im nördlichen Chorwinkel steht eine frühbarocke mehrfach umgebaute aufgestockte Sakristei unter einem Schleppdach aus dem letzten Viertel des 18. Jahrhunderts, die Sakristei hat Steckgitterfenster und im Osten ein Oberlichtportal unter einem Vordach von 1994. Im südlichen Chorwinkel steht der spätgotische gesimsgegliederte Turm mit abgetreppten bis zur Langhaustraufe reichenden Eckstrebepfeilern, darüber befinden sich horizontale Putzbänder und ein Schallgeschoß mit Rundbogenfenster von 1850 mit Uhrengiebeln und einer Laternenzwiebelhaube von 1855/1856. Zwischen dem Turm und dem Langhaus steht ein einachsiger Kapellenanbau im Kern aus dem zweiten Viertel des 17. Jahrhunderts, erweitert und aufgestockt von 1848.
Das Kircheninnere zeigt eine zweischiffige dreijochige Halle mit einem Kreuzgratgewölbe auf Wandpfeilern und zwei freistehenden Quadratpfeilern. In den beiden westlichen Jochen steht eine herumgeführte stark vortretende Empore auf Konsolen von 1979 mit gemauerten Brüstungen mit seichten Putzfeldern. Die Vorhallen haben nördlich ein Stegrahmenportal um 1630/1645 und südlich ein marmoriertes Gebälkportal um 1630/1645 mit einem reliefierten Türblatt von 1858. Der schlichte Triumphbogen ist frühbarock. Der dreijochige Chor hat einen leichten Achsknick nach Norden und ein Kreuzgratgewölbe auf Gesimskonsolen. Die nördliche zweijochige Sakristei ist kreuzgratgewölbt. Die südliche Kapelle als Beichtraum hat ein Platzlgewölbe von 1848.

## Ausstattung
Die Gewölbe und Stützen haben zarte Stuckfelder und Stuckleisten um 1630/1645. Die schlichte Glasmalerei entstand um 1950.

## Einrichtung
Die überwiegend neobarocke Einrichtung entstand in der zweiten Hälfte des 19. Jahrhunderts.
Der Hochaltar als Säulenretabel mit Sprenggiebeln trägt in einer Nische die Statue Madonna aus dem zweiten Viertel des 17. Jahrhunderts zwischen den Statuen der Heiligen Ägidius und Thomas um die Mitte des 18. Jahrhunderts, im Auszug befindet sich eine Glasmalerei Hl. Trinität zwischen Engelstatuen aus dem dritten Viertel des 18. Jahrhunderts. Das historistische Mensarelief zeigt die Mannalese und Passahstiftung.
Die Orgel baute Herbert Gollini 1982 in einem Gehäuse von Leopold Breinbauer 1889.

## Grabdenkmäler
Außen südseitig
- Epitaph zu Simon Döller, gestorben 1633, als Inschrifttafel in reliefiertem Rahmen mit Muschelaufsatz, darunter Stiftungsinschrift von 1659.
- Ein überlebensgroßes Kruzifix von 1909.
- Ein römischer Stelengiebel mit der Büste eines Mädchens in norischer Tracht zwischen zwei Tauben aus der ersten Hälfte des 2. Jahrhunderts.
- Ein Priestergrabstein zu Balthasar Joseph Beer mit dem Chronogramm 1731.
- Eine Grabtafel mit 1782.